# Portaviones de escolta

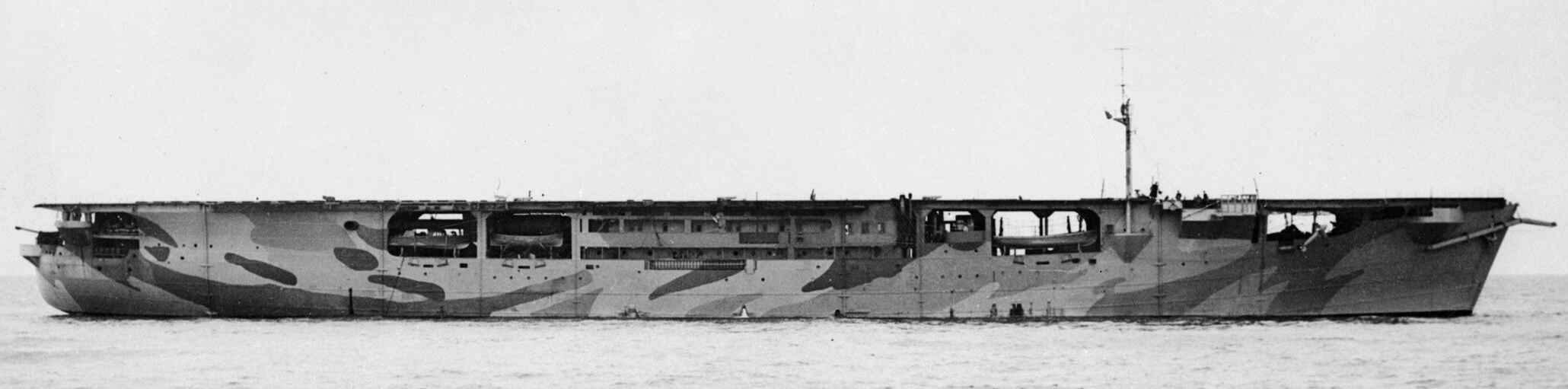
Portaviones de escolta HMS Audacity D10

El portaviones de escolta o portaviones escolta, también llamado en inglés jeep carrier o baby flattop, era un tipo de portaviones más pequeño y lento que el portaviones convencional usado por la Marina Real británica, la Armada Imperial Japonesa y la Armada de Estados Unidos en la Segunda Guerra Mundial. Tenían la mitad de longitud y un tercio del desplazamiento que un portaviones de flota. A pesar de que eran más lentos, menos armados, con menos blindaje y cargaban menos aviones, tenían la ventaja de ser más baratos y rápidos de construir. Esto posibilitaba la construcción de gran cantidad de ellos cuando era necesario construir un gran número de barcos. La falta de protección hacía a los portaviones de escolta particularmente vulnerables y muchos fueron hundidos con una gran pérdida de vidas humanas. Los portaviones ligeros fueron un concepto similar en muchos aspectos, sin embargo estos alcanzaban velocidades mayores para ser desplegados en flotas de portaviones.
Generalmente construidos en un principio como barcos mercantes, los portaviones de escolta eran demasiado lentos para incluirlos en una flota con acorazados, portaviones de flota y cruceros. En vez de eso, se usaban más para escoltar convoyes, defendiéndolos de los ataques enemigos de submarinos y aviones. En las invasiones de Europa continental y las islas del Pacífico, los portaviones de escolta proporcionaron apoyo aéreo a las fuerzas en superficie durante las operaciones anfibias. Los portaviones de escolta también sirvieron para transportar aviones entre las distintas flotas y dar apoyo logístico a estas.
En la Batalla del Atlántico los portaviones de escolta fueron utilizados para proteger a los convoyes contra los U-boat. Inicialmente los portaviones de escolta acompañaron a los barcos mercantes y repelieron ataques de aviones y submarinos. Más tarde en la guerra, los portaviones de escolta se convirtieron en parte de los grupos de caza contra submarinos alemanes.
En el escenario del Pacífico, proporcionaron apoyo aéreo y a las tropas de tierra en la Batalla del Golfo de Leyte. Aunque carecían de la velocidad y las armas para contraatacar flotas enemigas, fueron capaces de ayudar a la protección de la Fast Carrier Task Force.